# Associação Cascavelense de Futsal
A Associação Cascavelense de Futsal, mais conhecida como A.C.F., foi um clube de futsal brasileiro do município de Cascavel, oeste do Paraná. Suas cores eram o Amarelo, Azul e Branco. A equipe, que mandava seus jogos no ginásio Sérgio Mauro Festugatto, com capacidade para 3 500 pessoas, encerrou as atividades em 2017 e desistiu de disputar a segunda fase da chave prata.

## História
A Associação Cascavelense de Futsal foi criada em 2007, com o objetivo de se firmar como uma grande equipe do salonismo paranaense, aproveitando os jovens talentos da região. O clube, que é originário de Cascavel, teve de mudar de sede por duas oportunidades, pela falta de apoio financeiro.
O ano de 2008 marcou sua primeira competição profissional, a Chave Prata, sendo está a única em que defendeu sua cidade de origem. A falta de patrocínios forçou a A.C.F. a transferir-se para Capitão Leônidas Marques, quando novamente participou da divisão de acesso ao estadual. Já em 2010 passou a representar o município de Corbélia e conseguiu pela primeira vez o acesso à elite do futsal do estado, como também seu primeiro título. Em 2011, o ano de estreia na Chave Ouro, conseguiu se livrar do rebaixamento, depois de uma campanha irregular. Em 2012 teve um mal início no campeonato, porém com uma boa sequência de vitórias, se livrou do descenso e ainda chegou às finais da competição, quando foi eliminado pelo Copagril Futsal.
Retornou a Cascavel com o intuito de oferecer aos habitantes da região norte do município uma opção de entretenimento, já que esta é sua zona mais populosa.
Jogou em Cascavel de 2013 a 2017, alterando entre o ginásio do São Cristóvão e o ginásio Sérgio Mauro Festugatto. Em 2016 foi rebaixado para série prata.
Em 2017 fundiu-se ao Futebol Clube Cascavel e a A.P.E. tornsndo-se a associação de futsal de Cascavel, a fim de participar da Chave Prata daquele ano, porém no meio do campeonato, alegando problemas financeiros, desistiu do Campeonato e encerrou as atividades.

## Confrontos

### Derby Cascavelense
A.C.F. e Cascavel Futsal, protagonizam o Derby da cidade. O primeiro confronto entre as duas equipes foi no ano de 2013, com vitória do Cascavel pelo placar de 5 a 2. Em 2014, nova vitória tricolor, 1x14, no ano de 2015, outra vitória do Cascavel, 0x7, em 2016 dois jogos, mais duas vitórias do time Tricolor, 2x3 e 1x7.

## Títulos

### Estaduais
- Campeonato Paranaense de Futsal Chave Prata: 1 (2010)